# إقليم الشرق الأعلى
إقليم الشرق الأعلى (بالإنجليزية: Upper East Region) هو إقليم في غانا، بلغ عدد سكانه 1,273,700 نسمة وذلك حسب إحصائيات سنة 2019، عاصمته بولجاتانجا، تبلغ مساحته 8,842 كيلومتر مربع.

## الموقع
يشترك في الحدود مع:
- الإقليم الشمالي
  - الإقليم الغربي الأعلى

## التقسيمات الإدارية
- منطقة كاسينا-نانكانا الغربية
- حي بويلسا الشمالي
- منطقة بويلسا الجنوبية
- منطقة بلدية كاسينا نانكانا
- منطقة بونجو
- منطقة بلدية بولجاتانغا
- منطقة بولجاتانجا الشرقية
- قضاء تلنسي نبدام
- حي نبدام
- منطقة باكو الغربية
- منطقة بيندوري
- منطقة جارو تمبان
- منطقة تيمبان
- منطقة بلدية باوكو
- حي بوسيغا